# Marcus & Martinus
Marcus & Martinus (született: Marcus Gunnarsen és Martinus Gunnarsen; Trofors, 2002. február 21. – ) norvég ikerpár, énekesek, a Melodifestivalen döntőjének résztvevői voltak 2023-ban és 2024-ben. Három albumuk jelent meg eddig: a Hei, a Together és a Moments. Amióta 2012-ben megnyerték a Melodi Grand Prix Juniort, számos díjat nyertek, többek között 2017-ben a Spellemannprisent. Ők képviselték Svédországot a 2024-es Eurovíziós Dalfesztiválon, Malmőben, az Unforgettable című dalukkal.

## Pályafutásuk
2012-ben Marcus és Martinus a Melodi Grand Prix Junior tizenegyedik évadának versenyzői voltak. A műsort az oslói Spektrum Arénában tartották, melyet az NRK élőben közvetített. A versenyt megnyerték To dråper vann (magyarul: Két csepp víz) című dallal. A dal a nyolcadik helyen végzett a norvég kislemezlistán.
2015. február 23-án kiadták a bemutatkozó stúdióalbumukat, mely a Hei (magyarul: Szia) címet viselte. Az album 2015 46. hetében (2015. november 15.) érte el a csúcsot a norvég albumlistán – az első helyen végzett, miután 35 hétig szerepelt a listán. Az album tartalmazza a Plystre på deg című kislemezt is. 2015. július 24-én kiadták az Elektrisk című kislemezüket, amelyen a Katastroféval közösen énekeltek. A dal a norvég kislemezlistán a harmadik helyezést érte el. 2015. szeptember 25-én megjelent az Ei som deg című dal, melyet az Innertierrel közösen készítettel. A dal a tizenötödik helyet érte el a norvég kislemezlistán. November 6-án adták ki a Hei albumuk második verzióját, a Hei (Fan Special)-t, ugyanazokkal a dalokkal és néhány extrával. 2016 májusában a duó három kislemezt adott ki. Az első, a Girls, amelyben a Madcon is szerepelt, Norvégiában az első helyen debütált, és ez lett a második kislemezük, amely Svédországban a legjobb 100-ba jutott az Elektrisk után. A második és a harmadik, a Heartbeat és az I Don't Wanna Fall in Love néhány nappal a Girls megjelenése után következett, és a 21., illetve a 37. helyen debütált. A Girls-t a Light It Up és a One More Second felvételek követték. 2016 novemberében adták ki első angol nyelvű albumukat Together címmel. Az album a Girls, a Heartbeat, a Light It Up és a One More Second című slágereket is tartalmazza. A megjelenést követő héten a Together Norvégiában és Svédországban is az első, Finnországban pedig a hatodik helyen debütált. A 2016-os Nobel-békedíj-koncert Young Talent Actjeként 2016. december 11-én a Without You és a Bae című dalokat adták elő az oslói Telenor Arénában.
2017. május 13-án Marcus és Martinus jelentette be a norvég szakmai zsűri pontjait a 2017-es Eurovíziós Dalfesztiválon. 2017. május 21-én adták ki a Like It Like It című kislemezüket az amerikai rapperrel, Silentóval együttműködve. Július 1-jén megjelent a First Kiss című daluk. Ugyanebben a hónapban, július 14-én felléptek Viktória svéd királyi hercegnő negyvenedik születésnapján, saját, kifejezetten neki írt, On This Day című dalukkal. Július végén kiadták a Dance with You című kislemezüket, melyet 2017. október 15-én követett a Make You Believe in Love című dal. A kislemez Norvégiában a 34., Svédországban pedig a 47. helyet érte el. 2018-ban a CelebMix 21, 21 éven aluliak által készített dalában is szerepeltek. November 4-én mutatták be a One Flight Away című dalukat. November 15-én jelent meg a Never című kislemez, majd két nappal később kiadták a harmadik albumukat, a Moments-t.
2019-ben megjelentettek egy EP-t Soon címmel. Az ezt követő évben két kislemezt adtak ki, a Love You Less-t és az It's Christmas Time-ot. 2021-ben szerepeltek Stig Brenner Miserabel című dalában. Továbbá Marcus és Martinus a latin hírességgel, Álex Rose-zal közösen bemutatta a Belinda című dalt, amely a 20. helyet érte el a norvég kislemezlistán. Novemberben Bruno Martinival kiadták a Feel című dalt.
2022 tavaszán megnyerték az Álarcos énekes című szórakoztató műsor svéd változatát, mellyel ők lettek az első duó, akik közösen osztoztak az első helyen. Ezenkívül a duó 2022-ben kiadta a When All the Lights Go Out című kislemezt.
Marcus és Martinus 2023-ban vett részt először a svéd eurovíziós válogatóműsorban. Az Air című dalt adták elő 2023. február 18-án a harmadik válogatóban. Itt az első helyen jutottak tovább a március 11-i döntőbe, ahol a szavazáson 138 pontot sikerült összegyűjteniük (71-et a nemzetközi zsűriktől, 67-et a nézőktől kaptak), így összesítésben a második helyen végeztek, a későbbi kétszeres Eurovízió-győztes Loreen mögött.
2023. december 1-jén jelentette be az SVT, hogy ismét bejutottak a versenydalukkal a Melodifestivalen következő évi mezőnyébe. Az Unforgettable című dalt először a március 2-án rendezendő ötödik elődöntőben adták elő Karlstadban. A szavazás első fordulójában az első helyen végeztek, így továbbjutottak a március 9-i döntőbe, ahol 177 pontot sikerült összegyűjteniük (85-öt a nemzetközi zsűriktől és 92-t a nézőktől kaptak), mellyel összesítésben az első helyen végeztek. Az Eurovíziós Dalfesztivál döntőjében a kilencedik helyen végeztek.

## Diszkográfia

### Albumok
- Hei (2015)
- Together (2016)
- Moments (2017)
- Unforgettable (2024)

### Kislemezek
- To dråper vann (2012)
- Leah (2013)
- Du (2014)
- Smil (2014)
- Plystre på deg (2015)
- Elektrisk	(2015, Katastrofe-val közösen
- Ei som deg (2015, Innertierrel közösen)
- Alt jeg ønsker meg (2015)
- Girls  (2016, a Madconnal közösen)
- Heartbeat  (2016)
- I Don't Wanna Fall in Love  (2016)
- Light It Up  (2016, Samantha J-vel közösen)
- One More Second  (2016)
- Go Where You Go (2016)
- Without You (2016)
- Bae (2017)
- Like It Like It (2017, Silentóval közösen)
- First Kiss (2017)
- Dance with You (2017)
- Make You Believe in Love (2017)
- One Flight Away (2017)
- Never	(2017, Omi közreműködésében)
- Remind Me (2018)
- Invited (2018)
- Pocket Dial (2019)
- Love You Less (2020)
- It's Christmas Time (2020)
- Belinda (2021, Álex Rose-zal közösen)
- Feel (2021, Bruno Martinivel közösen)
- When All the Lights Go Out (2022)
- Wicked Game (2022)
- Gimme Your Love (2022)
- Air (2023)
- 247365 (2023)
- Unforgettable (2024)
- Another Life (2024, Vize-zal közösen)
- Endless Summer (2025)